# Bitka pri Yarmouthu (1777)
Bitka pri Yarmouthu se je odvila 28. marca 1777 med ameriško revolucionarno vojno ob obali Yarmoutha, Nova Škotska. Bitka je prvo ameriško oboroženo plovilo, ki se je spopadlo z kraljevo mornarico. Britanska fregata HMS Milford je prisilila ameriško ladjo USS Cabot k nasedanju, ameriška posadka pa je pobegnila med prebivalce Yarmoutha.